# 電脳少女☆Mink
『電脳少女☆Mink』（サイバーアイドル ミンク）は、立川恵作の少女漫画で、立川の代表作の一つ。

## 概要
講談社の少女向け漫画雑誌『なかよし』にて1999年9月号から2002年1月号まで連載され、連載終了同年の『なかよし』増刊号『なつやすみランド』にて完結した作品。「KCなかよし」より漫画単行本全6巻が発刊されている。連載中においては主人公の衣装を公募するなどの企画も行われていた。
作品内容は「サイバーパンク変身アイドルもの」であり、いわゆる「魔法少女もの」の亜流。
それまでに魔法少女ものでは扱われる事のなかった「サイバーパンク」と言う要素から、その部分が取りざたされて評価される事の多い作品ではあるが、本来のテーマは「人間が他者に対して被る仮面 」すなわち「ペルソナとアニマの在り方」である。従来、魔法少女ものに必要不可欠な「変身」という要素を安易にヒトが用いる事で起こりうる「自分ではない自分に、自己の欲望を投影して、結果として他の存在を踏みつける（反社会的な行為に至る）」という、恐るべき現象に対して言及し、ヒト（魔法少女）が変身する事の是非を問おうとした作品である。
ただ、立川恵本人にしてみれば『サイバーパンク』や『芸能界』といった、自らに馴染みの薄い知識を駆使せねばならなかったため、結果として体調を崩し、連載中における作品掲載の中断が何度か見られた。このため体調不良を理由として『なかよし』2002年1月号の掲載を最後に連載が中断される事となり、最終的には『なかよし』が季刊として出す増刊号に完結編を掲載する事で作品の終了を果たした。

## あらすじ
白石みんくはごく普通なアイドル好きの中学生だった。ある日、友人と一緒にCDショップに行き、そこで店内POP（看板）が倒れるという事故に遭遇するも、友人の鳥海真帆子の兄・モトハルに助けられる。
CDを購入したみんくは、さっそく真帆子と森山叶花とパソコンで音楽を聞こうとするが、それはパソコン用のCD-ROM。しかも製作年は西暦2099年になっている。
中に入っていたプログラムは『WANNA-BE』という名前の仮想現実上のキャラクターを作るソフトだった。麻帆子と叶花はみんくのパーソナル・データを使い「アイドルのみんく」というバーチャル・キャラクターを作り出す。止めようとするみんくだったが最終的に「アイドルのみんく＝Mink」が出来上がる。しかし、起動させた途端、『WANNA-BE』プログラムが半実体化し「みんく」を取り込んで「Mink」に変身させ、番組ロケの現場に乱入させてしまう。
かくて、これより電脳空間と芸能界を縦横無尽に駆け回る電脳少女（サイバー・アイドル）の運命が動き出したのである。

## 登場人物

### バード・ミュージック（主人公とその周辺）
白石みんく（しらいし みんく）
アイドル好きの中学2年生。偶然手に入れた未来のコンピューター・ソフトウェア『WANNA-BE』で「アイドル・Mink」となる能力を手に入れてしまう。3月9日生まれ。
心優しい気立ての良い女の子だが、思い込みが激しく、頭の中が妄想一色になることがあり、その時には他の事は考えられなくなる。最初は「恋愛感情」というものがよく解っておらず、アイドルに対するミーハー心と同様のもののように考えていたが、CDショップで助けてくれたモトハルに想いを寄せる事でそれを経験し、学んでいく事となる。
Mink（ミンク）
みんくたちが『WANNA-BE』で作り上げたヴァーチャル・キャラクター。単体では意思や感情を持たず「白石みんく」を核とすることで実体化する。そのため性格や感情は核であるみんくに準じることになるが、みんく本人よりMinkの方が積極性に富む。なお、みんくが『WANNA-BE』の力でMinkに変身していられる時間は3時間という設定だったが、作中では変身の時間制限によるアクシデントの発生（時間切れにより他人の前で自動的に元の姿に戻ってしまうなど）は1度もなく、Minkが変身した姿のままでテレビ局のスタッフ達と一緒に海外ロケへ行っても変身の時間制限に困った様子はなかった。
鳥海素晴（とりうみ モトハル）
逃げた父親に代わり、一人でアイドル芸能事務所「有限会社 バード・ミュージック」を切り盛りする勤労高校生。みんくたちと同じ学園の高等部の1年。とはいえ、彼が学業をしているシーンはまったく存在しないので、落第・退学は時間の問題と言われている。また悪筆で愛純の番組にMinkがゲスト出演した際にカンペでをフォローしようとしたことがあるが、Minkは出されたカンペの字が読めなかった。
バイクマニアで、免許も持っており、よく乗り回しているが、よく転ぶ。優しい熱血漢だが、職務（つまり芸能活動）においては非常に厳しく真面目である。また、腕っぷしも強く、Minkが痴漢（更衣室の鏡に姿を映した鏡）に襲われそうになった（これは鏡によって元の姿に戻されたみんくがモトハルに正体がバレそうになった際、「更衣室で痴漢に襲われそうになった」と咄嗟に見せかけたものによる）時は、右腕に重傷を負いながらも更衣室の鏡を割って、鏡のパソコンをフリーズさせた。
鳥海真帆子（とりうみ まほこ）
みんくの同級生で親友。モトハルの妹。鳥海兄妹の両親は別居中で、モトハルは父に、真帆子は母に引き取られて生活している。離れて暮らす兄を心配して弁当などを差し入れる等、よく出来た妹。
両親の人脈（母親はモデル事務所を経営）などを駆使して様々な芸能界情報をかき集める事ができる元おっかけの少女。
Maco（マコ）
『WANNA-BE』の創造者「鏡・J・ファーウェル」がみんくたちの持つ『WANNA-BE』システムに強制介入して作り上げたヴァーチャル・キャラクター。Minkと同様、単体では意思や感情を持たず「鳥海真帆子」を核とすることで実体化する。そのため性格や感情は核である真帆子に準じることになる。
森山叶花（もりやま かのか）
みんくの同級生でパソコンオタクのネットワーカー。ロジカルな事が大好きで、マシンを溺愛する。機械の万能性（特にインターネットを介して得られる情報）を過信する傾向を持っており、この事がプログラム『WANNA-BE』にまつわる騒動に彼女達が巻き込まれるきっかけの一つになっている。
また、元追っかけの真帆子とは芸能界情報の情報量についていつも張り合い、機械の確実性と万能性をアピールしようと躍起になる。
みんく・真帆子・叶花の3人でちょうど人間関係のバランスが取れており基本的に3人は親友同士としての付き合いを持っている。
Canon（カノン）
『WANNA-BE』の創造者「鏡・J・ファーウェル」がMacoと同様にみんくたちの持つ『WANNA-BE』システムに強制介入して作り上げたヴァーチャル・キャラクター。Minkと同様、単体では意思や感情を持たず「森山叶花」を核とすることで実体化する。そのため性格や感情は核である叶花に準じることになる。
オム
『WANNA-BE』のチュートリアル・マスコット。ヴァーチャル・キャラクターの一種ではあるが、自らの意思と感情を持って動いている。丸みのある三角形の体型に手足があり、頭にプロペラを持つ。微妙に小心者でデリケート。無垢で優しい性格。みんくたちに現況を伝え、彼女たちの力になれるよう頑張っている。
名前は体型が「おむすび」に似ている事から来ている。

### 芸能界ほか
イリヤ
みんくがファンの人気J-popバンド「JAGUNNA（ジャガンナ）」のリーダー兼メインボーカリスト。非常に超越系の性格で、一見何を考えているか解らない。人の心にもっと染み入る曲を求めて新機軸の曲を作るも、事務所の商業方針の壁に阻まれてボツにされ、ゴミ箱に捨てたその曲の楽譜をMinkが拾った事により、彼女のデビュー曲のプロデュースをする事になる。高校中退者。
水原愛純（みずはら あずみ）
帝国TV社長の娘で、同局放送番組をメインに活躍するトップアイドル。うぬぼれが強くわがままな性格で、新たに現れたアイドルのMinkを敵視し、自らの地位を利用してMinkにさまざまな嫌がらせを仕掛けてくる。
ジョニー堀田（ - ほった）
通称ジョニ田。アイドルのゴシップを追う事を宿命とするパパラッチ的なフリージャーナリスト。別名を「アイドルつぶしのジョニー」といい、人気グループのトップアイドルを様々なスキャンダルの渦に叩き落してきた。最終的には水原愛純と組み、イリヤとMinkの恋愛疑惑を仕掛けるようになる。
茜結花（あかね ゆか）
バード・ミュージック社長（モトハル兄妹の父）がスカウトしてきたアイドル候補。精神年齢が幼く世間知らずで甘え癖が強く、とにかくモトハルの手を焼かす。最終的にモトハルに叱られる事になるが、それがきっかけになりモトハルに惚れ込んでしまう。世間知らずの性格が災いして、ジョニ田と愛純に都合よく利用され、Minkのスキャンダルを仕込む原因になってしまう。

### 未来世界・電脳空間
鏡・J・ファーウェル（キョウ - ）
『WANNA-BE』の創造者である未来人。2099年のソフトウェア開発会社D.W（ドリーム・ウィザード）社に所属する、連邦公認特A級プログラマー。
自らが「おもちゃ」として製作したソフトウェア・プログラム『WANNA-BE』が連邦政府およびD.W社上層部によって発禁処分を受けたのを不服とし、自らの正当性を証明するために時空管理法を犯して『WANNA-BE』を過去の世界へと送り込んだ張本人。後に自らも時間移動を管理する『超時空ネットワーク』にアクセスし、みんくたちの時代へと逃亡。
当初は自らの創造した『WANNA-BE』によって創られたMinkleを操ろうとするが、核となるみんくたちに拒絶されたため、より洗練されたプログラムである『WANNA-BE Ver.2』をばら撒き、現代人の欲望を駆り立ててトラブルを起こすようになる。

#### サイバー・セキュリティー
- いわゆる2099年の世界におけるタイムパトロール機関。地球連邦政府の下、時空管理法に違反した犯罪者を取り締まり、巻き添えとなった現地の各種現象を消去（デリート）する事を任務とする。

追跡隊（チェイサー）
サイバー・セキュリティーの特務部隊。時空間跳躍を成功させてしまった時間犯罪者を捕縛し、歪められてしまった事象を修正する任務を持つ。今回の事件を追うのは3人組の少女によるチーム。
長官
サイバー・セキュリティー本部司令官。時空管理法の的確な運用判断を任されている。

## 書誌情報
立川恵 『電脳少女☆Mink』 講談社〈講談社コミックスなかよし〉、全6巻
- 1巻、2000年03月発行  ISBN 9784061789333
- 2巻、2000年09月発行  ISBN 9784061789456
- 3巻、2001年04月発行  ISBN 9784061789593
- 4巻、2001年09月発行  ISBN 9784061789708
- 5巻、2002年02月発行  ISBN 9784061789821
- 6巻、2002年10月発行  ISBN 9784063640021